# Komatsu Dome
Komatsu Dome (jap. こまつドーム Komatsu Dōmu) – hala sportowa położona w Komatsu, w prefekturze Ishikawa, w Japonii. 
Została wybudowana na zamówienie miasta Komatsu. Cały obiekt zajmuje powierzchnię 22 343 m². Pojemność obiektu wynosi 10 tys. osób, w tym 1,5 tys. miejsc ruchomych.

## Boiska
Obiekt posiada:
- boisko do baseballu,
- boisko do piłki nożnej,
- 6 boisk do piłki ręcznej / futsalu,
- boisko do futbolu amerykańskiego,
- 10 boisk do tenisa,
- 16 boisk do gateballu (odmiana krokieta).

Ponadto mogą odbyć się tu konwenty, wystawy i koncerty.